# Condado de Wolsztyn
Condado de Wolsztyn (polaco: powiat wolsztyński) é um powiat (condado) da Polónia, na voivodia de Grande Polónia. A sede do condado é a cidade de Wolsztyn. Estende-se por uma área de 680,03 km², com 55193 habitantes, segundo os censos de 2005, com uma densidade 80,27 hab/km².

## Divisões admistrativas
O condado possui:
Comunas urbana-rurais: Wolsztyn
Comunas rurais: Przemęt, Siedlec
Cidades: Wolsztyn

## Demografia
População (dados de 30 de Junho de 2005):
|          | Total   | Total | Mulheres | Mulheres | Homens  | Homens |
| -------- | ------- | ----- | -------- | -------- | ------- | ------ |
|          | pessoas | %     | pessoas  | %        | pessoas | %      |
| Total    | 54 583  | 100   | 27 592   | 50,6     | 26 991  | 49,4   |
| Cidades  | 13 580  | 100   | 7138     | 52,6     | 6442    | 47,4   |
| Povoados | 41 003  | 100   | 20 454   | 49,9     | 20 549  | 50,1   |